# GOLD RUSH (TOKYO FMのラジオ番組)
GOLD RUSH（ゴールド・ラッシュ）は、TOKYO FMで放送していた番組である。実質の前番組は『Daily Planet』（GOLD RUSHスタートに伴い25分短縮された）であるが、新設枠である。ただし、かつて似た番組として『BUZZ ROOM』があった。
番組特徴として、モバイルサイトとの連動で進んでいく。モバイルサイトではスタジオで喋っている様子などがアップされていく。
似たような番組はJFNCで『IR3 JAPAN』や『L.A.V.』などがあり、スタジオの様子が随時アップされていくのはTFM『SCHOOL OF LOCK!』で同じような事が行なわれている。

## 各曜日テーマ・番組名・DJ
月曜日
- ザブングルの欲しいです!(2008年10月6日～2009年3月30日)　・・・パーソナリティ：ザブングル

火曜日
- Maison De Marie(2008年10月7日～2009年3月31日)　・・・パーソナリティ：マリエ

水曜日
- 水樹奈々のMの世界(2008年10月1日～2009年3月25日)　・・・パーソナリティ：水樹奈々
  - 2009年5月31日の19:00～19:55の枠で「TOKYO FM サンデースペシャル 水樹奈々のMの世界」として復活した（自身のアルバム「ULTIMATE DIAMOND」発売直前記念）。
  - 2009年7月3日より、毎週金曜日26：30～27：00の枠で放送が再開された（単独番組化）。

木曜日
- BREAKERZのとりあえずブッ壊す!(2008年10月2日～2009年3月26日)　・・・パーソナリティ：BREAKERZ

## 各曜日のコーナー
欲しいです!
- なんでモテないの?なんで??!!
- ウォンテッド上木!
- カッチカチLOVEメール
- なんで?のコーナー
- くやしい～話
- 怒りカトウ

Maison De Marie
- Maison De アンケート
- マリエのPワード
- マリエの783号室

Mの世界
- m-podシャッフル
- 水樹7の質問
- コトバのチカラ～声に出して読んでほしい日本語～

とりあえずブッ壊す!
- 悩みをブッ壊せ!
- ストレスをブッ壊せ!
- オレのブッ壊れソング
- SHUFFLEしたウィッシュ!!
- BYE BYE BYE
- BREAKERZのしゃべりば!
- 心打たれた一言

## 特記事項
- 2008年12月8日～11日(月～木)　各曜日のパーソナリティが翌日、または翌週のパーソナリティに質問する企画が行われた(この週がレイティング週間　(TOKYO FM Special Week "80.Love～ありがとうの気持ちを大切なあの人へ～")であったため)。
- 2008年12月24日(水)　初の生放送を行う。
- 2009年3月25日(水)　2度目の生放送。
- 2009年3月31日(火)　この日の放送をもって終了。